# Saison 2015-2016 du MC Alger
Maillots
Chronologie
Saison précédente Saison suivante
Cet article traite la saison 2015-2016 du Mouloudia Club d'Alger, qui est la cinquante-sixième saison du club Algérois en première division du Championnat d'Algérie de football, la douzième consécutive au sein de l'élite du football algérien. Le club a terminé douzième en championnat d'Algérie, et vainqueur de la Coupe d'Algérie.

## Préparation d'avant-saison
La reprise de l'entraînement a été fixée au vendredi 3 juillet 2015 par le portugais Artur Jorge et son assistant Valdo, au stade Annexe Hadjout de 5 Juillet 1962.
Le 5 juillet 2015 le club s'est rendu à Tlemcen pour commencer le premier stage pré-saison jusqu'au 15 juillet 2015.
Le second a eu lieu à Rybnik en Pologne entre le 23 juillet 2015 et le 3 août 2015.
Le Mouloudia d'Alger a joué 3 matchs amicaux en Pologne .

## Transferts

### Transferts estivaux
| Nom                  | Nationalité | Poste     | Transfert         | Provenance/Destination | Division                |
| -------------------- | ----------- | --------- | ----------------- | ---------------------- | ----------------------- |
| Arrivées             |             |           |                   |                        |                         |
| Mehdi Kacem          | Algérie     | Milieu    | Retour de Prêt    | RC Arbaâ               | Ligue 1                 |
| Rachid Bouhenna      | Algérie     | Défenseur | Transfert gratuit | CS Constantine         | Ligue 1                 |
| Kheiredine Merzougui | Algérie     | Attaquant | Transfert gratuit | RC Relizane            | Ligue 2                 |
| Abdelghani Demmou    | Algérie     | Défenseur | Transfert gratuit | ES Sétif               | Ligue 1                 |
| Abdelmalek Mokdad    | Algérie     | Milieu    | Transfert gratuit | RC Arbaâ               | Ligue 1                 |
| Roberson             | Brésil      | Attaquant | Transfert gratuit | ES Juventude           | Série A                 |
| Saladin Saïd         | Éthiopie    | Attaquant | Transfert gratuit | Al Ahly SC             | Egyptian Premier League |
| Mohamed Lamine Abid  | Algérie     | Attaquant | Prêt              | USM El Harrach         | Ligue 1                 |
| Walid Derrardja      | Algérie     | Attaquant | Transfert         | MC El Eulma            | Ligue 1                 |
| Départs              |             |           |                   |                        |                         |
| Koceila Berchiche    | Algérie     | Défenseur | Fin de contrat    | JS Kabylie             | Ligue 1                 |
| Sami Yachir          | Algérie     | Attaquant | Fin de contrat    | ASO Chlef              | Ligue 2                 |
| Amine Aksas          | Algérie     | Défenseur | Fin de contrat    | CS Constantine         | Ligue 1                 |
| Sabri Gharbi         | Algérie     | Milieu    | Fin de contrat    | CS Constantine         | Ligue 1                 |
| Moustapha Djallit    | Algérie     | Attaquant | Fin de contrat    | JS Saoura              | Ligue 1                 |
| Billel Ouali         | Algérie     | Milieu    | Fin de contrat    | NA Hussein Dey         | Ligue 1                 |
| Farid Chaâl          | Algérie     | Gardien   | Prêté             | USM El Harrach         | Ligue 1                 |
| Sofiane Khadir       | Algérie     | Défenseur | Fin de contrat    | MO Béjaïa              | Ligue 1                 |
| Christopher Mendouga | Cameroun    | Attaquant | Transfert libre   | Apejes FC de Mfou      | Elite One               |
| Mohamed Hikem        | Algérie     | Défenseur | Transfert libre   | DRB Tadjenanet         | Ligue 1                 |

### Transferts hivernaux
| Nom             | Nationalité | Poste     | Transfert             | Provenance/Destination | Division                 |
| --------------- | ----------- | --------- | --------------------- | ---------------------- | ------------------------ |
| Arrivées        |             |           |                       |                        |                          |
| Antar Boucherit | Algérie     | Milieu    | Transfert gratuit     | CS Constantine         | Lique 1                  |
| Départs         |             |           |                       |                        |                          |
| Roberson        | Brésil      | Attaquant | Transfert gratuit (?) | ES Juventude           | Série A                  |
| Patrick Ngoula  | Cameroun    | Défenseur | Transfert gratuit (?) | Les Astres FC          | Elite One                |
| Saladin Saïd    | Éthiopie    | Attaquant | Transfert gratuit     | Saint-George SC        | Ethiopian Premier League |

## Compétitions

### Championnat d'Algérie
La Ligue 1 2015-2016 est la cinquante-deuxième édition du Championnat d'Algérie de football et la cinquième sous l'appellation « Ligue 1 ». L'épreuve est disputée par seize clubs réunis dans
un seul groupe et se déroulant par matches aller et retour, soit une série de trente rencontres.
Les trois premières places de ce championnat sont qualificatives pour les compétitions africains que sont la Ligue des champions et la Coupe de la confédération.

#### Classement
| Rang | Équipe           | Pts | J  | G  | N  | P  | Bp | Bc | Diff |
| ---- | ---------------- | --- | -- | -- | -- | -- | -- | -- | ---- |
| 1    | USM Alger        | 58  | 30 | 17 | 7  | 6  | 49 | 31 | +18  |
| 2    | JS Saoura        | 48  | 30 | 12 | 12 | 6  | 39 | 25 | +14  |
| 3    | JS Kabylie       | 45  | 30 | 12 | 9  | 9  | 27 | 27 | 0    |
| 4    | CR Belouizdad    | 45  | 30 | 11 | 12 | 7  | 40 | 29 | +11  |
| 5    | ES Sétif T S     | 44  | 30 | 11 | 11 | 8  | 31 | 19 | +12  |
| 6    | MO Béjaïa        | 44  | 30 | 11 | 11 | 8  | 33 | 23 | +10  |
| 7    | DRB Tadjenanet P | 43  | 30 | 11 | 10 | 9  | 32 | 30 | +2   |
| 8    | USM El Harrach   | 41  | 30 | 10 | 11 | 9  | 28 | 27 | +1   |
| 9    | CS Constantine   | 42  | 30 | 11 | 9  | 10 | 26 | 32 | -6   |
| 10   | MC Oran          | 40  | 30 | 9  | 13 | 8  | 40 | 35 | +5   |
| 11   | NA Hussein Dey   | 40  | 30 | 10 | 10 | 10 | 31 | 35 | -4   |
| 12   | MC Alger C       | 38  | 30 | 8  | 14 | 8  | 28 | 26 | +2   |
| 13   | RC Relizane P    | 36  | 30 | 8  | 12 | 10 | 36 | 35 | +1   |
| 14   | USM Blida P      | 36  | 30 | 7  | 15 | 8  | 20 | 29 | -9   |
| 15   | RC Arbaâ         | 19  | 30 | 4  | 7  | 19 | 31 | 55 | -24  |
| 16   | ASM Oran         | 18  | 30 | 5  | 3  | 22 | 21 | 54 | -33  |

#### Évolution du classement et des résultats
Phase aller
| Journée  | 1  | 2 | 3 | 4 | 5 | 6 | 7 | 8 | 9 | 10 | 11 | 12 | 13 | 14 | 15 | 1re place | 2e place | 3e place |
| -------- | -- | - | - | - | - | - | - | - | - | -- | -- | -- | -- | -- | -- | --------- | -------- | -------- |
| Rang     | 12 | 7 | 8 | 9 | 5 | 4 | 4 | 3 | 3 | 4  | 6  | 5  | 5  | 3  | 3  | 0         | 0        | 4        |
| Résultat | N  | V | N | P | V | V | P | V | P | N  | N  | V  | N  | V  | N  | -         | -        | -        |

Phase retour
| Journée  | 16 | 17 | 18 | 19 | 20 | 21 | 22 | 23 | 24 | 25 | 26 | 27 | 28 | 29 | 30 | 1re place | 2e place | 3e place |
| -------- | -- | -- | -- | -- | -- | -- | -- | -- | -- | -- | -- | -- | -- | -- | -- | --------- | -------- | -------- |
| Rang     | 5  | 5  | 5  | 5  | 6  | 6  | 7  | 10 | 8  | 10 | 11 | 12 | 12 | 12 | 12 | 0         | 0        | 0        |
| Résultat | P  | V  | P  | N  | P  | N  | N  | P  | N  | P  | N  | N  | V  | P  | N  | -         | -        | -        |

### Coupe d'Algérie
La Coupe d'Algérie de football 2015-2016 est la 52e édition de la Coupe d'Algérie de football,le mouloudia termine vainqueur de cette compétition se qualifiera pour le tour préliminaire de la Coupe de la confédération africaine,le groupe de télécommunications ATM Mobilis est le sponsor de la compétition.

## Effectif professionnel
Mise à jour:28 septembre 2018